# Liste der Bodendenkmale in Zeitz
In der Liste der Bodendenkmale in Zeitz sind alle Bodendenkmale der Stadt Zeitz und ihrer Ortsteile aufgelistet. Grundlage ist die Veröffentlichung der Landesdenkmalliste mit Stand vom 25. Februar 2016. Die Baudenkmale sind in der Liste der Kulturdenkmale in Zeitz aufgeführt.
| Denkmal-ID | Fundart             | Ortsteil   | Bezeichnung                                 | Zeitstellung | Lage                                                            | Bemerkungen | Bild |
| ---------- | ------------------- | ---------- | ------------------------------------------- | ------------ | --------------------------------------------------------------- | --- | ---- |
| 428300020  | Befestigung > Burg  | Geußnitz   | Erdwerk – Wasserburg                        | Mittelalter  | südlicher Ortsrand von Wildenborn (Lage)                        | moderne ‚Zugbrücke‘ im Westen als Zugang zur Burginsel |      |
| 428300013  | Befestigung > Burg  | Kayna      | flache Spornburg, „Burgplatz“               | Mittelalter  | im Ort (Lage)                                                   | |      |
| 428300184  | Befestigung > Wall  | Roda       | Burgwall ‚Sandgraben‘                       | Mittelalter  | 1 km südöstlich vom Ort, am „Kieferngraben“ (Lage)              | kaum erkennbare Strukturen, bis auf ‚Burghügel‘ und umlaufenden Graben |      |
| 428300185  | Grabmal > Grabhügel | Lindenberg | zwei Grabhügel                              | Neolithikum  | 1,8 km westlich vom Ort (Lage)                                  | |      |
| 428300018  | Grabmal > Grabhügel | Nonnewitz  | Grabhügel „Hohberg“                         | Neolithikum  | 0,5 km nordöstlich vom Ort, bei Unterwöditz (Lage)              | Grabhügel etwa 2,5–3 m hoch und 8–10 m im Durchmesser |      |
| 428300208  | Grabmal > Grabhügel | Würchwitz  | Grabhügel                                   | undatiert    | 500 Meter südlich des Ortes Lobas, am südlichen Waldrand (Lage) | Durchmesser ca. 8–10 m, Höhe <1,5 m; Bewuchs mit Kiefern und Lärchen |      |
| 428300022  | Befestigung > Burg  | Zeitz 1    | Spornburg Kloster Posa                      | Mittelalter  | südlicher Ortsrand (Lage)                                       | kleine Foto-Ausstellung, bewirtschaftete Streuobstwiese, geführte Veranstaltungen für Kinder und Erwachsene mit Umweltbezug, unregelmäßige Öffnungszeiten                                                         |      |
| 428300021  | Befestigung > Burg  | Zeitz      | Spornburg „Moritzburg“                      | Mittelalter  | westlicher Stadtrand (Lage)                                     | ehemalige Spornburg mit Schlossanlage überbaut |      |
| 428300703  | Befestigung > Burg  | Zangenberg | quadratische – rechteckige Burg, Grabenwerk | Mittelalter  | östlich vom Ort, südlich vom Floßgraben (Lage)                  | Für eine Burganlage mitten im Überschwemmungsgebiet der Weißen Elster viel zu flach. Bei der vermeintlichen Grabenstruktur handelt es sich vielmehr um einen mäandrierenden, verlandeten Altarm der Weißen Elster |      |